# Lichomolgidium sardum
Lichomolgidium sardum is een eenoogkreeftjessoort uit de familie van de Lichomolgidae. De wetenschappelijke naam van de soort is voor het eerst geldig gepubliceerd in 1877 door Kossmann.